# Tin Lành tại Liban
Tin Lành tại Liban là một nhóm trong Cơ Đốc giáo trong Hồi giáo áp đảo (27% Shia và 27% Sunni) và Cơ Đốc giáo (22% Công giáo Maronite và 8% Chính thống giáo phương Đông).
Phần lớn người theo đạo Tin Lành ở Liban được các nhà truyền giáo, chủ yếu người Anh và Hoa Kỳ, cải đạo từ thế kỷ XIX và XX. Nó bao gồm các giám mục, giáo đoàn, và người theo Anh giáo. Họ truyền đạo cho số lượng lớn tầng lớp trung lưu bấy giờ.
Người theo đạo Tin Lành Liban chiếm gần 1% dân số (khoảng 40.000 người) và sống chủ yếu ở Beirut (Đại Beirut).
Theo điều khoản của Hiệp ước Quốc gia giữa các nhà lãnh đạo chính trị và tôn giáo Liban, cộng đồng Tin Lành Liban có một ghế trong nghị viện. (xem Chính trị Liban#Ngành Lập pháp)

## Những người theo đạo nổi bật
- Butrus al-Bustani
- Mikhail Mishaqa
- Kamal Salibi
- Joseph Costa
- Zachariah Anani
- Joseph Farah
- Nick Rahall
- Abraham Mitrie Rihbany
- Ayoub Tabet
- Nabil de Freige
- Salim Sahyouni